# Сыщук, Емельян Фёдорович
Емельян Фёдорович Сыщук (4 августа 1913, с. Глинники, Волынская губерния, Российская империя — 16 июня 1944, Смоленская область, РСФСР, СССР) — советский военачальник, полковник (1944).

## Биография
Родился 4 августа 1913 года в селе Аннополь Шепетовского района Хмельницкой областив крестьянской семье. Окончил школу-семилетку, с 1929 года учился в животноводческом техникуме в городе Новоград-Волынский, затем после его окончания, работал зоотехником в Доренбургском совхозе Троицкого района Днепропетровской области, а с апреля 1932 года учителем в детском саду м. Аннополь Славутского района Каменец-Подольской области.

### Военная служба

#### Межвоенные годы
11 ноября 1932 года вступил добровольно в РККА и направлен в пограничные войска — в отдельную Шуроабатскую пограничную комендатуру Таджикской ССР. Через 3 месяца переведен в 45-й пограничный отряд Сарахской комендатуры войск ОГПУ (во взвод одногодичников). Оттуда 6 марта 1933 года откомандирован в 4-ю (Саратовскую) школу пограничной охраны и войск ОГПУ, где зачислен курсантом химического отделения. С декабря 1934 года командовал отделением в химическом дивизионе этой школы. 5 ноября 1935 года окончил ее со званием лейтенант РККА и был назначен начальником химической службы в 233-й конвойный полк войск НКВД в город Омск. С октября 1937 года там же проходил службу в той же должности в 133-м отдельном стрелковом батальоне. В октябре 1938 года он был откомандирован в распоряжение Управления пограничных войск НКВД Среднеазиатского округа войск НКВД в городе Ташкент, затем назначен инспектором по химическому делу этого управления (старший пом. начальника артиллерийско-технического отделения). В сентябре 1939 года зачислен слушателем Военной академии химической защиты РККА им. К. Е. Ворошилова. Член ВКП(б) с 1940 года.

#### Великая Отечественная война
В начале войны капитан Сыщук окончил академию в июле 1941 года и был назначен начальником химической службы 270-й стрелковой дивизии, входившей в состав 6-й армии Юго-Западного, затем Южного фронтов (прибыл в дивизию 27 июля). Участвовал с ней в Киевской оборонительной операции (на уманском направлении). С 25 августа дивизия вела боевые действия на Днепре в районе Запорожья в составе вновь сформированной 12-й армии второго формирования Южного фронта. 27 сентября 1941 года в бою под городом Красноград (с. Мартыновка) Сыщук был ранен осколком мины (в шею) и эвакуирован в госпиталь (г. Орджоникидзе[уточнить]). 13 октября 1941 года возвратился из госпиталя в дивизию и проходил службу начальником оперативного отделения и врид начальника штаба дивизии. В этот период дивизия входила в состав 6-й армии второго формирования Юго-Западного фронта и участвовала в Донбасской оборонительной операции. В январе 1942 года она успешно действовала в Барвенково-Лозовской наступательной операции. В период оборонительных действий в районе города Изюм майор Сыщук неоднократно руководил боевыми действиями частей и отлично справился с поставленными задачами, также он умело управлял частями дивизии и в ходе наступательных боев, за что был награжден орденом Красного Знамени. В ходе Харьковского сражения в мае 1942 года дивизия в составе 6-й армии попала в «Барвенковский котел» и была разгромлена. 

По показаниям Е. Ф. Сыщука:
25-26 мая 1942 года — критические дни для 6-й и 57-й армий — противнику удалось сжать кольцо так, что все перемешалось и централизованное руководство было потеряно. Нам сообщили, что из района Чепель пробиваются наши части с целью помочь нам. В ночь с 26 на 27 мая я с группой командиров штаба дивизии и других частей возглавили бойцов и командиров количеством около 4 тысяч человек и начали прорывать кольцо в общем направлении на Чепель. К утру 27 мая мы получили успех и овладели д. Лозовенька, все хлынули в образовавшуюся брешь, чем помешали вести борьбу далее организованно. Возле д. Садки противник имел вторую оборонительную линию, причем, образовав здесь при выходе из балок тактический мешок, мы попали в этот мешок. Комбинированными и согласованными действиями около 150 танков, авиации, мотопехоты противник начал нас уничтожать. Началась жестокая расправа, гусеницами танков давили людей, метавшихся из стороны в сторону. Мы могли бы вести борьбу дальше, но не было чем: противотанкового ничего нет, патронов к автоматам нет, а винтовочные на исходе. Бойцы и командиры начали сдаваться в плен, наступил страшный момент. Я в это время был на Кургане с группой командиров (13 человек), и мы решили скрыться в окопах и ждать вечера. Но в 15-16 часов 27 мая противник снова пустил группы автоматчиков и танки для окончательной расчистки поля боя. В направлении Кургана, где я был, двигался тяжелый танк, за ним следовало около 40 автоматчиков. Мы начали стрелять, но все было бесполезно. Фашисты ворвались на Курган и начали избивать нас, раненые командиры были здесь же расстреляны. Когда фашисты были на расстоянии 100 метров от нас, я зарыл все документы и орден «Красное Знамя». Все знаки различия я также сумел снять. Все мы выдавали себя за бойцов. Нас стали конвоировать, и вечером 28 мая прибыли в д. Шебелинка, где объединили с большой группой пленных. 29 мая целый день в лагере пленные все прибавлялись. 30 мая утром ведут нас дальше в направлении станции Тарановка. Не доходя километров пять во время прохождения леса, многие пленные бросились в лес, в том числе и я. Часть товарищей погибли от пулеметного огня. Я, т. Шинкаренко, т. Бунин, уполномоченный Особого отдела 81-го стрелкового полка и др. начали пробираться на восток. В пути достали оружие, имели ряд стычек с немцами и румынами. 8 июня возле д. Протопоповка на участке 333-й стрелковой дивизии переплыли р. Северский Донец, где сдали оружие и были направлены в тыл страны. Будучи в плену, скрывался, если бы меня обнаружили, учинили расправу. Будучи в составе 270-й стрелковой дивизии, я много бед делал немцам. В листовках они угрожали т. Кутлину, мне и т. Рахманинову. На допросах совершенно не был, это могут подтвердить мои товарищи, с которыми я все минуты находился вместе, как-то т. Шинкаренко и т. Бунин.
По результатам проверки, за уничтожение партбилета во время нахождения в плену Е. Ф. Сыщук был исключен из рядов ВКП(б) (в ноябре 1942 года в разгар боев в Сталинграде был восстановлен в рядах партии). После проверки 29 июня 1942 года был назначен начальником штаба 244-й стрелковой дивизии, находившейся в резерве Юго-Западного, а с 12 июля — Сталинградского фронтов. С 4 по 26 сентября 1942 года она вела тяжелые оборонительные бои на внутреннем оборонительном обводе Сталинграда в составе 62-й армии Юго-Восточного фронта. После понесенных потерь в конце сентября дивизия была выведена из боя и направлена на доукомплектование в состав Московской зоны обороны в городе Солнечногорск. 30 декабря 1942 года Сыщук был освобожден от должности «по несоответствию» и направлен в распоряжение ГУК НКО. С 8 января 1943 года исполнял должность начальника штаба 132-й отдельной стрелковой бригады в составе Юж.-УрВО (г. Чкалов), затем 68-й армии резерва ВГК. В мае на базе 132-й и 20-й стрелковых бригад в составе той же армии была сформирована 159-я стрелковая дивизия, а Сыщук назначен ее начальником штаба. В июле 1943 года дивизия была передана Западному фронту и с 10 августа в составе той же 68-й армии участвовала в Смоленской наступательной операции, Ельнинско-Дорогобужской и Смоленско-Рославльской наступательных операциях. В течение 24 дней ее части, пройдя с боями свыше 60 км, освободили 67 нас. пунктов Смоленской области, уничтожив большое количество вражеских солдат. В этих боях подполковник Сыщук, показал себя способным штабным командиром, умеющим организовать бой. С 26 августа исполнял должность зам. командира этой же дивизии. С середины октября она вела наступательные и оборонительные бои с упорно сопротивлявшимся и контратаковавшим противником в районе нас. пункта Боброво и на реке Россасенка (западнее г. Рудня). С 29 октября дивизия в составе 72-го стрелкового корпуса была подчинена 5-й армии. В начале января 1944 года она, совершив 75-километровый марш, вошла в состав 45-го стрелкового корпуса этой же армии и заняла оборону юго-восточнее и южнее Витебска в районе населенных пунктов Косачи, Лиозно. Здесь дивизия вела боевые действия вплоть до июня 1944 года. В период с 9 февраля по 18 марта 1944 года подполковник Сыщук временно исполнял должность командира этой 159-й стрелковой дивизии. С прибытием нового командира дивизии полковника И. С. Павлова вступил в исполнение прямых обязанностей заместителя командира дивизии. При подготовке к освобождению Белоруссии был тяжело ранен, попав под минометный обстрел противника. 16 июня 1944 года полковник Сыщук умер от ран, в одном из госпиталей Смоленска.
Похоронен с воинскими почестями в Сквере Памяти Героев, в некрополе у Смоленской крепостной стены. Посмертно награжден орденом Отечественной войны 1-й степени.

## Награды
- два ордена Красного Знамени (04.03.1942[5], 29.09.1943[6])
- орден Отечественной войны 1-й степени (31.07.1944)[7]
- орден Красной Звезды (18.09.1943)[8]
- медаль «За оборону Сталинграда» (1943)[7]